# Нижнетагильский театр кукол
Нижнетагильский театр кукол — один из четырёх театров Нижнего Тагила. Расположен в Ленинском районе Нижнего Тагила на проспекте Ленина, в Центре города. Театр находится между двумя большими скверами (Комсомольским и Пионерским) в историческом центре города.

## История
Впервые идея о создании в Нижнем Тагиле театра кукол возникла в 1940 году. Во время Великой Отечественной войны в Нижний Тагил были эвакуированы труппы ленинградских театров. Юлия Матвеева, режиссёр Нового театра, стала организатором кукольного театра, который начал работать с 1944 года в Доме учителя. Первоначально труппа театра состояла всего из 9 человек, которые самостоятельно изготавливали декорации и куклы для спектаклей. Премьера первого спектакля «Принцесса и свинопас» состоялась 13 июня 1944 г. Несмотря на расклеенные по городу афиши, никто на представление не пришёл. Тогда актёры пригласили на спектакль с улицы окрестных мальчишек. Это возымело эффект: билеты на следующие два спектакля были полностью раскуплены.
Театр начал успешно давать представления на областных смотрах детских театров, а уже в четвёртом сезоне на всесоюзном смотре в Москве театр был признан лучшим. В следующий раз театр стал лучшим в 1957 году. В 1969 году театр получил собственное здание. Режиссёрами театра были О. В. Зарубин, Ващаев, Янкелевич, С. Тараканов, Г. Гольдман, С. Ефремов.

## Репертуар
За шесть десятилетий в театре были поставлены множество спектаклей, в том числе:
- «Прелестная Галатея»
- «Божественная комедия»
- «Алые паруса»
- «Собачье сердце»

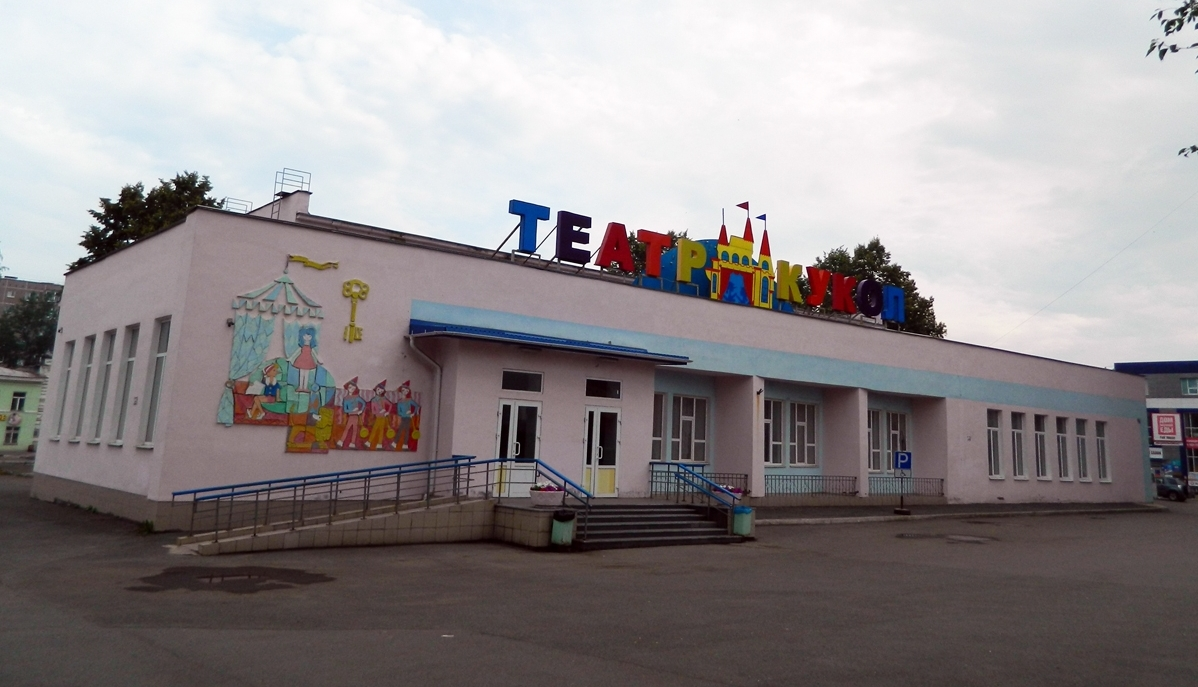
Здание театра в 2013 году
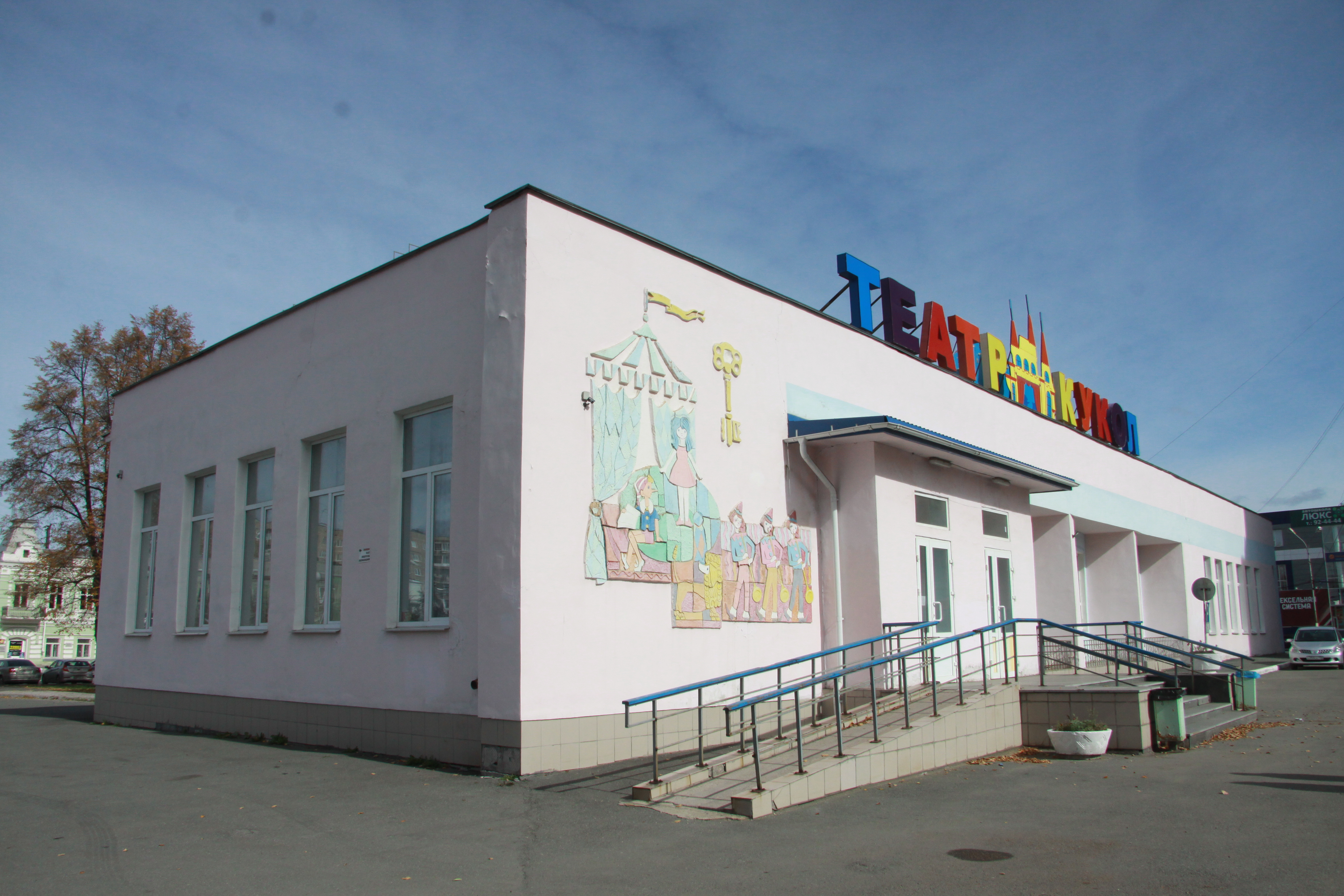
Здание театра в 2015 году
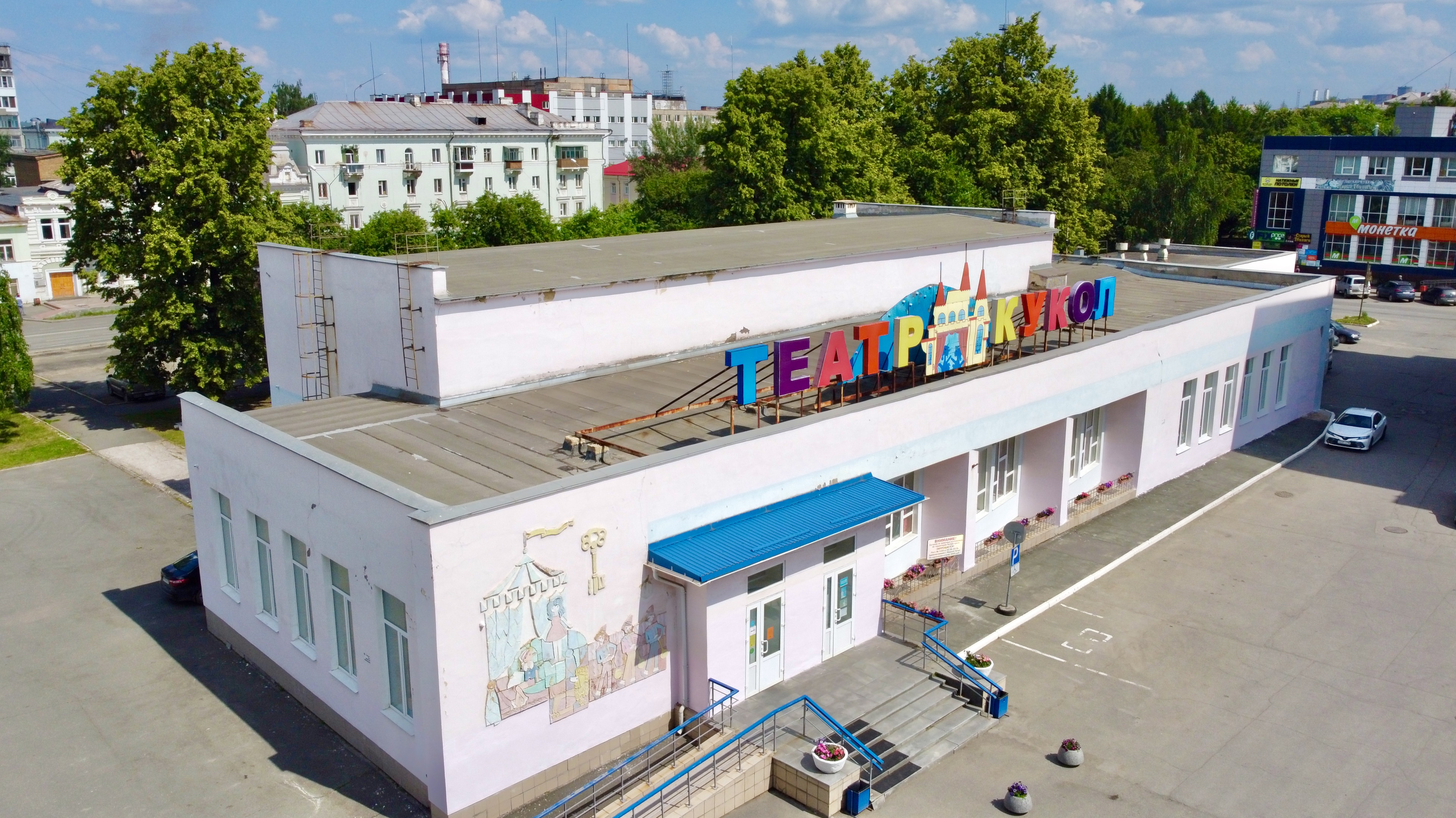
Вид с высоты